# Доналд Кенеди
Доналд Кенеди (енгл. Donald Kennedy; Њујорк, 18. август 1931 — Редвуд Сити, 21. април 2020) био је амерички научник, јавни администратор и академик. Био је комесар америчке Управе за храну и лекове — FDA (1977—79), председник Универзитета Станфорд (1980—92) и главни уредник журнала Science (2000—08). Након тога, именован је за председника емеритуса Универзитета Станфорд; професора науке и политике о животној средини, емеритус; и старијег сарадника Института за међународне студије Фриман Спогли. Похађао је Даблинску школу и потом Универзитет Харвард, где је постао бачелор уметности, мастер науке и доктор филозофије (биологија, 1956). Докторска дисертација му је имала наслов Studies on the Frog Electroretinogram (Студије електроретинограма жаба).